# ACH Volley Ljubljana
ACH Volley Ljubljana ist ein Männer-Volleyballverein aus Ljubljana in Slowenien. Bis zur Saison 2010/11 war der 50 km nordwestlich von Ljubljana gelegene Ort Bled die Heimat von ACH Volley.
ACH Volley ist seit 2000 das erfolgreichste Männerteam im slowenischen Volleyball. International spielt ACH Volley in der Mitteleuropäischen Liga MEVZA, die elfmal gewonnen wurde, und seit 2007 in der Volleyball Champions League.

## Auszeichnungen
Das Organisationskomitee des Klubs gewann verschiedene Auszeichnungen für seine Arbeit:
- IABC – International Association of Business Communicators aus San Francisco, Kalifornien, USA, verteilte dem Volleyballklub einen speziellen Preis, den Golden Quill Merit Award  2006, für strategische Kommunikation.
- ACH Volley wurde mit dem höchsten Preis des Verbands der slowenischen Sportjournalisten Beste Mannschaft 2007 für die Promotion von Volleyball in Slowenien ausgezeichnet.
- CEV erteilte ACH Volley den Prestigepreis, IEC Press Award für die beste PR-Arbeit in der Champions League Saison 2007/08. Der Klub gewann auch den SPORTO Preis 2008 auf der jährlichen Sportmarketing und Sponsoring Konferenz in Portorož.
- 2010 gewann der Volleyballklub den SPORT Preis 2010 für die am meisten erkennbare Marke unter slowenischen Klubs, wie die Studie von Mediana gezeigt hat. Der Klub gewann den Preis 2011 erneut.